# Elda Beatriz Sanpietro
Elda Beatriz Sanpietro (* 1950) ist eine argentinische Diplomatin.

## Leben
Ab 17. Juli 1990 war sie Stellvertretende Generalkonsulin in New York City. Von 1994 bis 1989 war sie Botschafterin in Neu-Delhi sowie bei der Regierung in Sri Lanka akkreditiert. Von 11. April 2002 bis 2004 war sie Botschafterin in Stockholm, Schweden.
2009 leitete sie die Abteilung Osteuropa im argentinischen Außenministerium (Directora del departamento Europa del Este de la Cancillería).